# Rhyacichthyidae
Rhyacichthyidae — родина риб ряду бичкоподібних (Gobiiformes). Родина містить тільки три види, що населяють повільнотекучі річки і потоки. R. aspro поширений у Західній Пацифіці (від Китаю і Японії до Нової Гвінеї і Соломонових островів), а два інших — у Новій Каледонії і Вануату. Для них властивим є специфічний тип репродуктивної поведінки, коли дорослі живуть у морі, нерест відбувається у річках, а пелагічні ікра і личинки спускаються до океану із течією. Зазвичай це дрібні риби, до 25 см довжиною.

## Види
- Рід Protogobius
  - Protogobius attiti Watson & Pöllabauer, 1998
- Рід Rhyacichthys
  - Rhyacichthys aspro (Valenciennes, 1837)
  - Rhyacichthys guilberti Dingerkus & Séret, 1992